# Juan Toribio
Juan Toribio García (Castro del Río, 1942) es un ilustrador y diseñador español. 

## Trayectoria
Empezó su trayectoria profesional como rotulista en el estudio publicitario Gómez; entre 1958 y 1964 trabajó en el Departamento de Publicidad de Flex y se formó en dibujo y pintura en el Círculo de Bellas Artes y en Creatividad Publicitaria en la Escuela Oficial de Publicidad. En 1964 inició su andadura en la agencia Arce & Potti, realizando encargos para Renfe, Iberia, Tabacalera, Cepsa o Nivea, hasta 1977. Sus diseños más conocidos de esos años son los corporativos de Renfe (1971) y Tabacalera (1972).
Entre 1977 y 1995 dirigió el Estudio de Diseño Gráfico C&T y desde ese último año hasta 2003 trabajó como creativo y diseñador freelance para clientes como J. Walter Thompson, Tándem, Publicis, Kodak, Metra Seis o Licor 43. Entre 2003 y 2010 ejerció como director de la agencia Eureka NW Ayer; durante ese periodo también diseñó la cabecera de la revista Contrapunto así como los retratos de su portada. 

## Identidad corporativa de Renfe

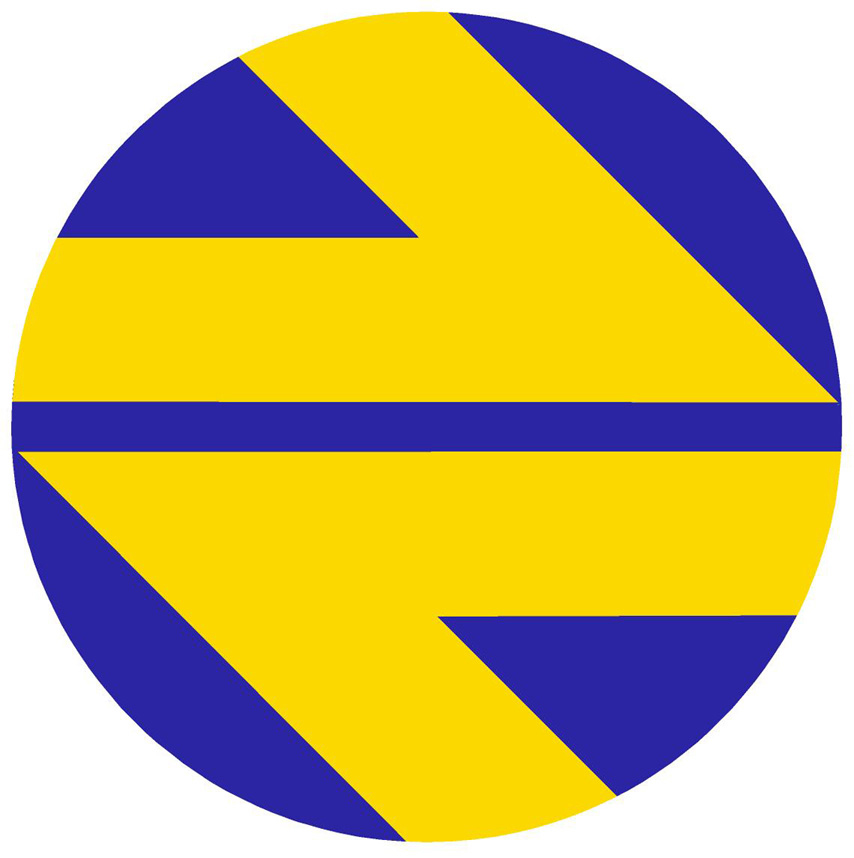
Logotipo de Renfe (1971)

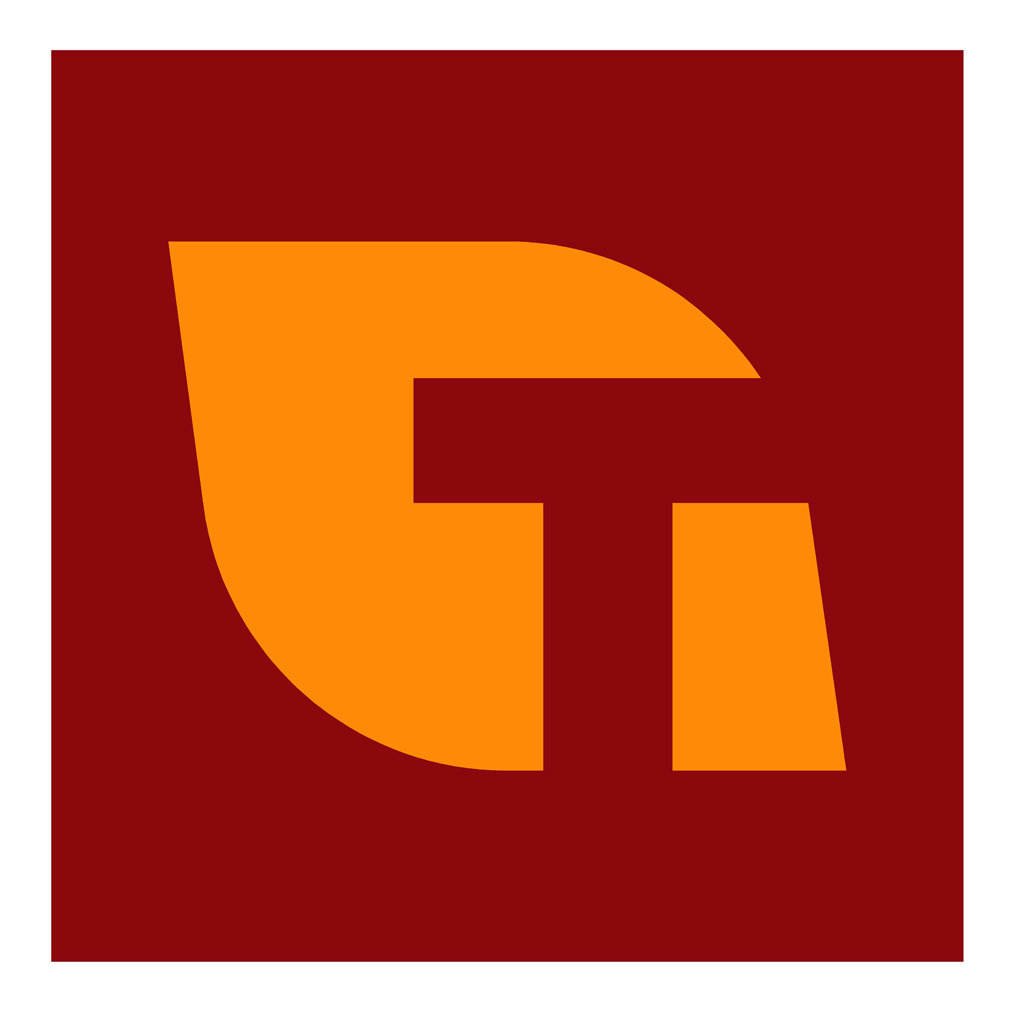
Logotipo de Tabacalera (1972)

En 1971, Renfe inició un plan para situar al ferrocarril como elemento vertebrador del transporte en España. Como parte de él contrataron a la agencia Arce & Potti para obtener una nueva imagen de identidad corporativa; esta fue diseñada por Juan Toribio, quien creó campañas y diseñó folletos y memorias durante seis años. 
La nueva identidad gráfica consistía en un círculo cruzado por dos flechas. Según palabras de Juan Toribio, sugería una sensación dinámica, de movimiento y direcciones múltiples. La rueda como soporte básico y las vías convertidas en dos flechas paralelas y contrapuestas (una de ida y otra de vuelta) fundidas en una sola imagen que transmitiera la fuerza y el dinamismo de la funcionalidad del tren. En 1974, esa campaña de Renfe obtuvo el Premio Nacional de Publicidad.

## Exposiciones individuales
- Taurografías (1998). Las Rozas.
- Maestro del Diseño Gráfico (1998). Ciudad de México.
- Nueva Visión (1999). Madrid.
- Ideografías Impressions (2003). Madrid.
- Ideografías de Juan Toribio (2008). Potosí.
- Ideografías (2008). Santiago de Querétaro.

## Premios
- Primer Premio de Carteles (1966): Exposición Mundial Forestal, del Mueble y de la Pesca Fluvial y Caza.
- Primer Premio de Carteles (1969): Día Universal del Ahorro.
- Tercer Premio de Carteles (1973): X Feria Internacional del Campo.
- Segundo Premio de Carteles (1973): Feria Internacional de la Construcción y Obras Públicas.
- Premio Nacional de Publicidad (1975): Campaña Institucional de RENFE.[4]
- Primer Premio de Dibujo (1995): II Certamen de Pintura "José Prat".
- Premio Extraordinario "José Prat" (1996): III Certamen de Pintura "José Prat".
- Primera Medalla Óleo y Técnicas Mixtas (1997): IV Certamen de Pintura "José Prat".
- Primer Premio de Caricatura (1998): IV Salón del Humor.
- 2º Accésit Concurso de Pintura Burgocentro (1999).